# Pulse Ultra
Pulse Ultra est un groupe québécois de metal alternatif, originaire de Montréal, au Québec. Formé en 1997, le groupe publie un unique album, Headspace, en 2002, avant de se séparer en 2004.

## Biographie
Pulse Ultra est à l'origine formé sous le nom de Head Space en 1997 par le guitariste Dominic Cifarelli et le bassiste Jeff Feldman. Le batteur Maxx Zinno est recruté la même année, suivi par Zo Vizza deux ans plus tard.
Pulse Ultra fait une pause en 2000, lorsqu'il fait la rencontre de Taproot, avec Cifarelli qui passera une de leurs démos. Le guitariste de Taproot, Mike DeWolf, grâce à leur équipe de management Velvet Hammer, les fait plus tard signer au label Atlantic Records,. Après un an d'écriture, le groupe publie son premier album Headspace le 16 juillet 2002. Il est produit par Mike DeWolf Leur single Build Your Cages est incluse dans le jeu vidéo Need for Speed: Hot Pursuit 2, distribué par EA en 2002. Le groupe participe à l'Ozzfest en soutien à l'album. De ce fait, 'album ne réussit pas à percer auprès du grand public. Plus tard, ils tournent avec Taproot et Chevelle Au début de 2004, le groupe retourne à Los Angeles pour travailler sur une suite de Headspace. Après quelques mois de préproduction, Atlantic Records fusionne avec AOL/Time Warner. Pulse Ultra sera alors renvoyé à cause de ses faibles ventes.
À un moment en mi-2004, des tensions grandissent entre Zo et le groupe, ce qui mènera Pulse Ultra à se chercher un nouveau chanteur. Zo expliquera que leur séparation s'est fait amicalement et que lui et le groupe sont restés en bons termes. Même après avoir auditionné Lukas Rossi, le groupe se sépare peu de temps après. Les membres s'impliqueront dans d'autres projets. Dominic Cifarelli (guitariste) publie son premier album solo, The Chronicles of Israfel en 2007, projet qui sera en pause jusqu'à ce qu'il joue avec Scars on Broadway. Jeff Feldman jouera de la basse avec le groupe Elsiane. Maxx Zinno jouera de la batterie pour le trio d'indie pop Run.

## Membres
- Zo Vizza – chant
- Dominic Cifarelli – guitare
- Jeff Feldman – basse
- Maxx Zinno – batterie

## Discographie
- 2002 : Headspace